# Шанфлери (Марна)
Шанфлери (фр. Champfleury) насеље је и општина у североисточној Француској у региону Шампањ-Арден, у департману Марна која припада префектури Ремс.
По подацима из 2011. године у општини је живело 531 становника, а густина насељености је износила 132,09 становника/km². Општина се простире на површини од 4,02 km². Налази се на средњој надморској висини од 86 метара.

## Демографија
| 1962. | 1968. | 1975. | 1982. | 1990. | 1999. | 2011. |
| ----- | ----- | ----- | ----- | ----- | ----- | ----- |
| 176   | 178   | 305   | 438   | 453   | 454   | 531   |

График промене броја становника у току последњих година